# Butte (Nebraska)
Pour les articles homonymes, voir Butte.
La ville de Butte est le siège du comté de Boyd, dans l’État du Nebraska, aux États-Unis. Lors du recensement de 2010, elle comptait 326 habitants.